# Isla Coburg
La isla Coburg es una de las islas del archipiélago ártico canadiense, situada al norte de Canadá, perteneciente al grupo de las islas de la Reina Isabel. Administrativamente, forma parte del territorio autónomo de Nunavut. Se encuentra en la boca oriental del Jones Sound, al borde de bahía Baffin, en el estrecho Lady Ann, al norte de isla Devon y al sur de isla Ellesmere. Tiene una superficie de 344 km².

## Naturaleza
Isla Coburg y su área marina circundante tienen una gran importancia biológica, reconocida ya en 1975 cuando fue designada como «International Biological Programme Site». Isla Coburg fue declarada «Lugar hábitat clave de aves migratorias» («Key Migratory Bird Habitat Site») por el «Canadian Wildlife Service» (CWS) en 1984. En 2002, el CSW también identificó las aguas que rodean Isla Coburg como «área clave de hábitat marino» para las aves migratorias. («Key Marine Habitat Area»).
En 1990, los habitantes de Fiordo Grise y la asociación de tramperos y cazadores recomendó que isla Coburg y sus alrededores fuesen protegidos como Área Nacional de Vida Silvestre. El Área nacional de vida silvestre Nirjutiqavvik («National Wildlife Area») fue creada oficialmente el 30 de agosto de 1995.